# جون سوليفان (عسكري)
جون سوليفان (بالإنجليزية: John Sullivan) هو عسكري أمريكي، ولد في 1839 في نيويورك في الولايات المتحدة، وتوفي في 23 يونيو 1913.